# Суерское (озеро)
Суерское — горько-солёное озеро, расположенное на просторах Тобол-Ишимского междуречья, в Лебяжьевском районе Курганской области, к северо-западу от озера Калтык.

## Общие сведения
Площадь озера составляет 19,5 км². Высота над уровнем моря — 111,1 м. Длина озера около 7,7 км, ширина в северной части достигает 3 км. Средняя глубина озера 2 м, максимальная — 3,5 м.

## Описание
Водоём имеет овальную форму, вытянутую в меридиональном направлении. Береговая линия слабо изрезана. Значительных притоков не имеет, лишь на северо-востоке впадает пересыхающий Татарский Лог. Питание озера происходит за счет вешнего паводка, атмосферных осадков и подземного стока. Берега низменные, покрытые пастбищами и лугами, с востока подступает лес. Весной вода озера широким каскадным водопадом устремляется с северо-западных холмов в соседнее озеро Горькое, лежащее через дорогу на несколько метров ниже. Отложения ила в центральной части водоема достигают 50 см. На берегах озера расположены населённые пункты: деревни Суерская и Кузнецово, село Менщиково. Вдоль западного побережья проходит автодорога 37А-0010 Лебяжье — Фатежская.

## Животный мир
По ихтиологической классификации озеро Суерское относится к карасевому типу, но в маловодные годы при концентрации солей до 10 г/дм3 воспроизводство карася прекращается. С 70-х годов в водоём вселялись личинки пеляди для последующего вылова товарной рыбы. Также разводится карп. Отмечены также уловы пелчира — гибрида пеляди и чира.
В межсезонье при перелете на берегах озера останавливаются тысячи птиц, в том числе серые журавли, лебеди, белые цапли.